# The Voice Kids/Staffel 2
Die zweite Staffel der deutschen Gesangs-Castingshow The Voice Kids wurde vom 21. März 2014 bis zum 9. Mai 2014 im Fernsehen erstausgestrahlt. Moderiert wurde die zweite Staffel von Thore Schölermann und Nela Lee. Die Jury bestand aus der ESC-Siegerin Lena Meyer-Landrut, dem Revolverheld Johannes Strate und dem Rockmusiker Henning Wehland. Der Gewinner der zweiten Staffel war Danyiom Mesmer.

## Erste Phase: Die Blind Auditions
| Folge  | Die Coaches und ihre Kandidaten                                                             | Die Coaches und ihre Kandidaten                                                                                          | Die Coaches und ihre Kandidaten                                                                                        |
| Folge  | Johannes Strate                                                                             | Lena Meyer-Landrut | Henning Wehland |
| ------ | ------------------------------------------------------------------------------------------- | --- | --- |
| 01     | Hannah (14 Jahre) Joel (12 Jahre) Pia (14 Jahre) Sarah (13 Jahre) Carlotta (14 Jahre)       | | Chiara (14 Jahre) Larissa (8 Jahre) Carlo (13 Jahre) Salvatore (10 Jahre)                                              |
| 02     | Vanessa (14 Jahre) Samuel (14 Jahre) Soufjan (14 Jahre) Nadine (13 Jahre) Jamica (14 Jahre) | Richard (14 Jahre) Patrizia (12 Jahre) Jasmin (14 Jahre) Lukas (14 Jahre)                                                | Emmie Lee (8 Jahre) Melissa (11 Jahre)                                                                                 |
| 03     | Leif (12 Jahre) Vanessa (10 Jahre)                                                          | Stepan (14 Jahre) Lene (14 Jahre) Theodore (14 Jahre) Lara (12 Jahre) Selma (14 Jahre)                                   | Hanna (14 Jahre) Danyiom Mesmer (14 Jahre) Saphira (11 Jahre) Ilayda (14 Jahre) Lukas R. (13 Jahre) Michele (14 Jahre) |
| 04     | Sabeschni (12 Jahre) Tamara (14 Jahre) Renaz (13 Jahre)                                     | Selin (14 Jahre) Helena (11 Jahre) Naomi (12 Jahre) Noah (13 Jahre) Caitlin (13 Jahre) Simon (12 Jahre) Julia (14 Jahre) | Naomi W. (14 Jahre) Amina (13 Jahre) Alexandra (11 Jahre)                                                              |
| Gesamt | 15                                                                                          | 16 | 15 |

## Zweite Phase: Die Battle Round
Bis zu drei Kandidaten eines Teams traten gegeneinander an, nur je einer von ihnen kam in die nächste Runde (Sing-Offs).
| Folge | Battle | Kandidaten | Kandidaten | Kandidaten | Kandidaten | Kandidaten | Kandidaten | Song                                                         | Coach    | Side-Coach      |
| ----- | ------ | ---------- | ---------- | ---------- | ---------- | ---------- | ---------- | ------------------------------------------------------------ | -------- | --------------- |
| 05    | 1      | Chiara     | Chiara     | Alexandra  | Alexandra  | Amina      | Amina      | Story of my life von One Direction                           | Henning  | Henning Verlage |
| 05    | 2      | Lukas R.   | Lukas R.   | Danyiom    | Danyiom    | Michele    | Michele    | Ordinary World von Duran Duran                               | Henning  | Henning Verlage |
| 05    | 3      | Salvatore  | Salvatore  | Emmie Lee  | Emmie Lee  | Larissa    | Larissa    | What a Wonderful World von Louis Armstrong                   | Henning  | Henning Verlage |
| 05    | 4      | Ilayda     | Ilayda     | Naomi W    | Naomi W    | Melissa    | Melissa    | End of the World von Ingrid Michaelson                       | Henning  | Henning Verlage |
| 05    | 5      | Saphira    | Saphira    | Carlo      | Carlo      | Hanna      | Hanna      | Strong von London Grammar                                    | Henning  | Henning Verlage |
| 06    | 6      | Noah       | Noah       | Theodore   | Theodore   | Stepan     | Stepan     | Treasure von Bruno Mars                                      | Lena     | Maya Saban      |
| 06    | 7      | Selin      | Selin      | Caitlin    | Caitlin    | Julia      | Julia      | Unconditionally von Katy Perry                               | Lena     | Maya Saban      |
| 06    | 8      | Patrizia   | Patrizia   | Helena     | Helena     | Simon      | Simon      | Hallelujah von Leonard Cohen                                 | Lena     | Maya Saban      |
| 06    | 9      | Lara       | Lara       | Lara       | Lene       | Lene       | Lene       | Burn von Ellie Goulding                                      | Lena     | Maya Saban      |
| 06    | 10     | Lukas      | Lukas      | Naomi      | Naomi      | Selma      | Selma      | Lifted von Naughty Boys feat. Emeli Sandé                    | Lena     | Maya Saban      |
| 06    | 11     | Jasmin     | Jasmin     | Jasmin     | Richard    | Richard    | Richard    | All of me von John Legend                                    | Lena     | Maya Saban      |
| 07    | 12     | Carlotta   | Carlotta   | Vanessa    | Vanessa    | Tamara     | Tamara     | Are We All We Are von Pink                                   | Johannes | Kris            |
| 07    | 13     | Hannah     | Hannah     | Sabeschni  | Sabeschni  | Samuel     | Samuel     | Say Something von A Great Big World feat. Christina Aguilera | Johannes | Kris            |
| 07    | 14     | Vanessa    | Vanessa    | Joel       | Joel       | Leif       | Leif       | Little Numbers von Boy                                       | Johannes | Kris            |
| 07    | 15     | Pia        | Pia        | Renaz      | Renaz      | Soufjan    | Soufjan    | Beautiful von Christina Aguilera                             | Johannes | Kris            |
| 07    | 16     | Sarah      | Sarah      | Nadine     | Nadine     | Jamica     | Jamica     | Free Fallin’ von Tom Petty                                   | Johannes | Kris            |

## Dritte Phase: Die Sing-Offs
Die fünf bzw. sechs Kandidaten eines Teams, die die Battles gewonnen hatten, sangen einen weiteren Song. Zwei Kandidaten zogen anschließend in das Finale ein.
| Folge | Coach    | Kandidat 1                                  | Kandidat 2                                   | Kandidat 3                  | Kandidat 4             | Kandidat 5                | Kandidat 6   |
| ----- | -------- | ------------------------------------------- | -------------------------------------------- | --------------------------- | ---------------------- | ------------------------- | ------------ |
| 05    | Henning  | Chiara Almost is never enough               | Danyiom Every Little Thing She Does Is Magic | Larissa Cups                | Melissa Bleeding Love  | Hanna And I’m telling you |              |
| 06    | Lena     | Stepan Only Girl (In the World)             | Selin Lights                                 | Patrizia My Heart Goes Boom | Lara Am seidenen Faden | Naomi The Signale         | Richard Stay |
| 07    | Johannes | Carlotta While You’re Out Looking for Sugar | Samuel Bonfire Heart                         | Joel Baby                   | Soufjan Applause       | Jamica She Keeps Me Warm  |              |

## Vierte Phase: Finale
Das Finale fand am 9. Mai 2014 statt. Wie im Vorjahr wurde die Show aufgezeichnet und abends ausgestrahlt, weil der Jugendschutz Bühnenauftritte der minderjährigen Teilnehmer zu später Stunde nicht gestattet. Die Siegerverkündung wurde live übertragen. Zunächst trugen die Finalteilnehmer mit der Vorjahressiegerin Michèle Bircher den Titel This Moment von Katy Perry vor. Anschließend traten die Finalteilnehmer jedes Teams gemeinsam mit ihrem Coach auf. Bei Team Johannes lautete der Song Iris von den Goo Goo Dolls. Bei Team Lena war es Big in Japan von Alphaville in der Interpretation von Ane Brun und bei Team Henning war es I Love You von Woodkid feat. Angel Haze. Alle Kandidaten hatten zusätzlich noch einen Solo-Auftritt. Danach mussten sich die Coaches entscheiden, mit welchem ihrer beiden Kandidaten sie in die sogenannte „Voting-Runde“ gehen.

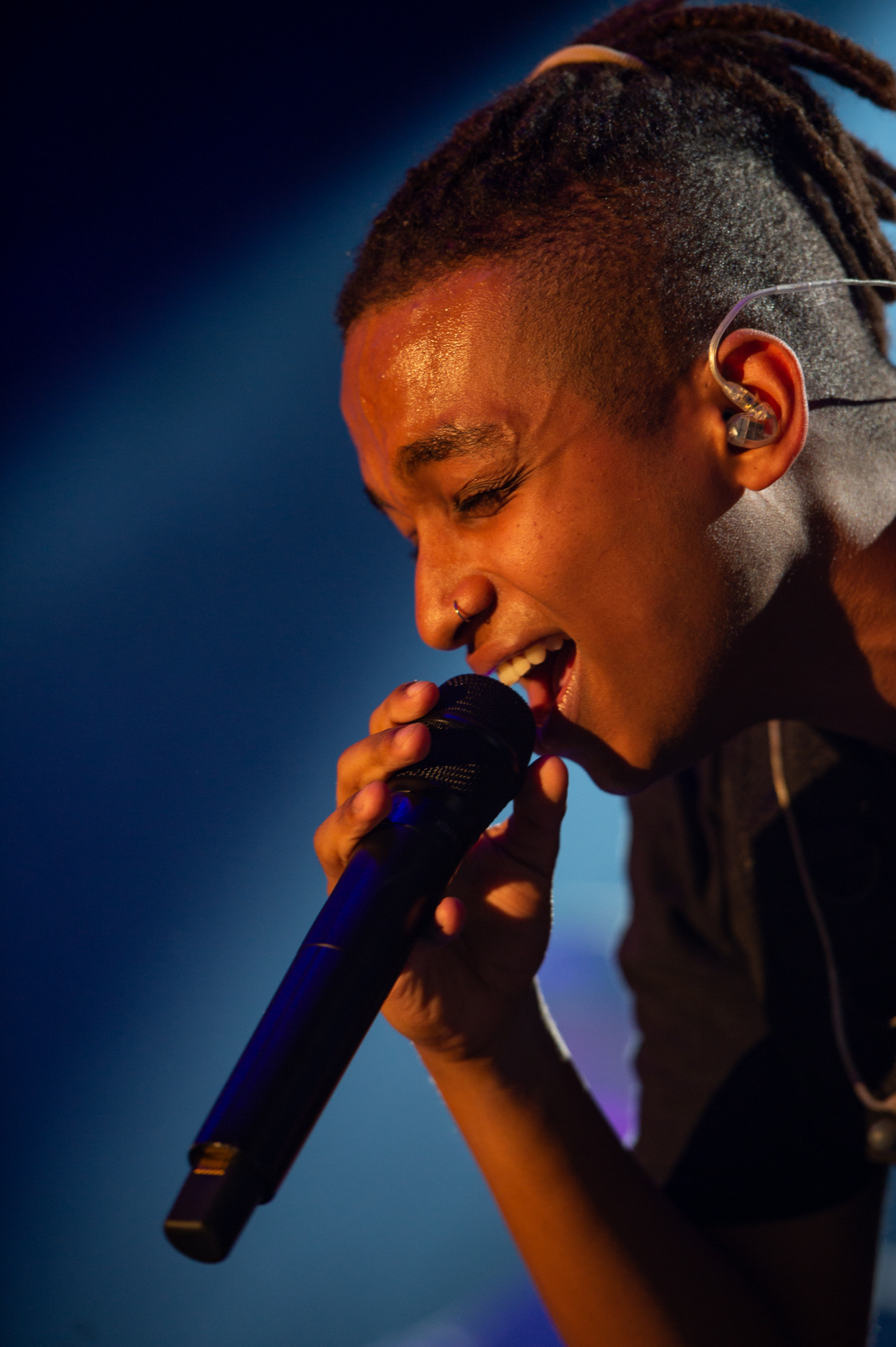
Danyiom, Gewinner der zweiten Staffel bei einem Auftritt als Support für Lena (2019)

| Episode | Startnr. | Coach    | Name     | Songs                       |
| ------- | -------- | -------- | -------- | --------------------------- |
| 08      | 1        | Johannes | Carlotta | Roar von Katy Perry         |
| 08      | 2        | Henning  | Danyiom  | Waves von Mr. Probz         |
| 08      | 3        | Johannes | Jamica   | Breakeven von The Script    |
| 08      | 4        | Lena     | Richard  | Pompeii von Bastille        |
| 08      | 5        | Henning  | Hanna    | Hurt von Christina Aguilera |
| 08      | 6        | Lena     | Selin    | Of the Night von Bastille   |

## Fünfte Phase: Voting-Runde
Diese drei, Carlotta, Richard und Danyiom sangen dann jeweils noch einen weiteren Song. Währenddessen stimmten die Zuschauer live per Telefon ab. Gewinner der Show wurde Danyiom.
| Episode | Platz | Coach    | Name     | Songs                                      |
| ------- | ----- | -------- | -------- | ------------------------------------------ |
| 08      | 1     | Henning  | Danyiom  | When I was your man von Bruno Mars         |
| 08      | 2     | Lena     | Richard  | Skyscraper von Demi Lovato                 |
| 08      | 2     | Johannes | Carlotta | I Don’t Want to Miss a Thing von Aerosmith |

## Einschaltquoten
| Einschaltquoten der 2. Staffel im Einzelnen | Einschaltquoten der 2. Staffel im Einzelnen | Einschaltquoten der 2. Staffel im Einzelnen | Einschaltquoten der 2. Staffel im Einzelnen | Einschaltquoten der 2. Staffel im Einzelnen | Einschaltquoten der 2. Staffel im Einzelnen | Einschaltquoten der 2. Staffel im Einzelnen | Einschaltquoten der 2. Staffel im Einzelnen |
| Nr. (Staffel)                               | Nr. (gesamt)                                | Sendung                                     | Datum                                       | Zuschauer                                   | Zuschauer                                   | Marktanteil                                 | Marktanteil                                 |
| Nr. (Staffel)                               | Nr. (gesamt)                                | Sendung                                     | Datum                                       | Gesamt                                      | 14 bis 49 Jahre                             | Gesamt                                      | 14 bis 49 Jahre                             |
| ------------------------------------------- | ------------------------------------------- | ------------------------------------------- | ------------------------------------------- | ------------------------------------------- | ------------------------------------------- | ------------------------------------------- | ------------------------------------------- |
| 01                                          | 07                                          | Blind Auditions                             | Fr, 21. März 2014                           | 3,38 Mio.                                   | 1,79 Mio.                                   | 11,0 %                                      | 16,4 %                                      |
| 02                                          | 08                                          | Blind Auditions                             | Fr, 28. März 2014                           | 3,32 Mio.                                   | 2,00 Mio.                                   | 10,8 %                                      | 17,5 %                                      |
| 03                                          | 09                                          | Blind Auditions                             | Fr, 4. April 2014                           | 2,73 Mio.                                   | 1,53 Mio.                                   | 9,5 %                                       | 15,1 %                                      |
| 04                                          | 10                                          | Blind Auditions                             | Fr, 11. April 2014                          | 2,74 Mio.                                   | 1,46 Mio.                                   | 9,2 %                                       | 14,2 %                                      |
| 05                                          | 11                                          | Battles & Sing Offs                         | Fr, 18. April 2014                          | 2,72 Mio.                                   | 1,35 Mio.                                   | 8,4 %                                       | 11,4 %                                      |
| 06                                          | 12                                          | Battles & Sing Offs                         | Fr, 25. April 2014                          | 2,29 Mio.                                   | 1,23 Mio.                                   | 8,3 %                                       | 12,8 %                                      |
| 07                                          | 13                                          | Battles & Sing Offs                         | Fr, 2. Mai 2014                             | 2,43 Mio.                                   | 1,28 Mio.                                   | 8,1 %                                       | 11,9 %                                      |
| 08                                          | 14                                          | Finale                                      | Fr, 9. Mai 2014                             | 2,60 Mio.                                   | 1,34 Mio.                                   | 9,1 %                                       | 13,2 %                                      |